# FFTw
FFTw, abbreviazione di Fastest Fourier Transform in the West, è una libreria C per il calcolo della Fast Fourier Transform sotto licenza GPL sviluppata da due ricercatori del MIT, Matteo Frigo (informatico) e Steven G. Johnson (fisico).

## Caratteristiche
Si tratta di una delle implementazioni migliori esistenti, ed è spesso utilizzata in programmi accademici dai ricercatori nel settore dell'analisi numerica. Il suo principale punto di forza è l'estrema velocità, raggiunta attraverso un'accurata ottimizzazione degli algoritmi utilizzati e l'utilizzo di istruzioni specifiche per i vari processori (MMX, SSE e simili).

### Caratteristiche principali
Tra le sue caratteristiche principali vale la pena di ricordare:
- può eseguire un'ampia gamma di trasformate, tra cui quelle multidimensionali, quelle in campo reale e la Discrete Cosine Transform;
- può lavorare su dati disposti in memoria in modo non consecutivo;
- è in grado di scegliere il migliore algoritmo mediante misurazioni delle performance sulle varie piattaforme. Può salvare questi risultati con un meccanismo chiamato wisdom (saggezza), per utilizzarli in successivi calcoli delle trasformate;
- può generare codice per il calcolo parallelo.